# شهرستان هوانگچوان
شهرستان هوانگچوان (به لاتین: Huangchuan County) یک منطقهٔ مسکونی در چین است که در شین‌یانگ واقع شده‌است. شهرستان هوانگچوان ۱٬۶۶۱٫۱ کیلومتر مربع مساحت و ۸۳۸٬۰۰۰ نفر جمعیت دارد و ۴۵ متر بالاتر از سطح دریا واقع شده‌است.